# Elisabeth Moses
Elisabeth Moses (* 14. Januar 1894 in Köln; † 21. Dezember 1957 in San Francisco) war eine deutsch-amerikanische Kunsthistorikerin und Museumskuratorin.

## Leben und Werk
Elisabeth Caroline Moses wurde als älteste Tochter des jüdischen Hals-Nasen-Ohren-Arztes Sally (Salli) Moses und seiner Frau Luise, geb. Rothschild in Köln geboren. Der Vater besaß eine eigene Praxis in der Kölner Innenstadt, leitete am Israelitischen Asyl für Kranke und Altersschwache die HNO-Abteilung und praktizierte am katholischen St. Franziskus-Hospital in Köln-Ehrenfeld. Ihre Mutter war Vorstandsmitglied des Kölner Vereins für jüdische Krankenpflegerinnen.
Elisabeth Moses legte 1912 ihr Abitur am ersten humanistischen Mädchengymnasium in Preußen, am Marienplatz in Köln ab. Anschließend absolvierte sie ein Studium der Kunstgeschichte mit den Nebenfächern Archäologie, Architektur und Philosophie an der Rheinischen Friedrich-Wilhelms-Universität Bonn sowie in Berlin und München. Zu ihren Lehrern gehörte Paul Clemen, bei dem sie auch promovierte.
Nach ihrem Studium nahm sie 1920 eine Stelle als wissenschaftliche Mitarbeiterin im Kunstgewerbe-Museum der Stadt Köln an. Studienreisen führten sie und ihren Bruder durch Europa, Vorderasien und Nordafrika. Auf einer dieser Reisen lernte sie Vicky Baum kennen, mit der sie eine lebenslange Freundschaft verband.
Im Museum war sie an der Neukonzeption des Museums unter dem Direktor Karl Schäfer beteiligt. Sie überarbeitete unter anderem die Textil- und Porzellansammlung des Museums. Im Wallraf-Richartz-Museum war sie in der Abteilung Alte Gemälde tätig. Im Kunstgewerbeverein und im Museum hielt sie regelmäßig Vorträge u. a. über Die neuere Kunst (1919), über verschiedene Aspekte der Kölner Kunstgeschichte (1924), Martin Schongauer (1925) oder Kostüme der gotischen Zeit (1926). Darüber hinaus publizierte sie unter anderem im Reallexikon zur deutschen Kunstgeschichte über kulturgeschichtliche Themen und über die jüdische Kunst der Rheinlande.
Anlässlich der 1925 in Köln stattfindenden Jahrtausendausstellung der Rheinlande 1925 betreute sie gemeinsam mit dem Rabbiner und Historiker Adolf Kober die neu gegründete Abteilung Juden und Judentum im Rheinland am Kunstgeschichtlichen Museum. Sie konzipierte für die Ausstellung die Sparte jüdische Kunst und jüdisches Kulturgerät und trug dazu zahlreiche wertvolle Exponate von Judaica aus dem gesamten Rheinland zusammen, von denen sich heute noch einige Ausstellungsstücke in den Beständen des Kölnischen Stadtmuseums befinden.
1926 wurde Elisabeth Moses als Kuratorin des Museums berufen. In den Folgejahren bearbeitete und katalogisierte sie u. a. die Schmucksammlung des Kölner Kunstgewerbemuseums, gestiftet von Wilhelm Clemens. Darüber hinaus spezialisierte sie sich ab der Mitte der 1920er Jahre auf die wissenschaftliche Bearbeitung der jüdischen Kunstgeschichte im Rheinland. Für die internationale Pressa-Ausstellung, die 1928 in Köln stattfand, arbeitete sie an der Konzeption der Jüdischen Sonderschau mit.
Im Jahr 1928 wurde sie beschuldigt, in den Kölner Museumsskandal verwickelt zu sein. Gemeinsam mit dem Museumsdirektor Karl Schäfer wurde sie entlassen, jedoch 1929 wieder eingestellt, nachdem sich herausgestellt hat, dass man sie zu Unrecht beschuldigt hatte. Gemeinsam mit dem neuen Direktor des Kunstgewerbemuseums Karl With war Elisabeth Moses an der Neukonzeption des Museums beteiligt. Im Frühjahr 1931 wurde die von ihr und Edith Wurmbach zusammengestellte Sonderausstellung 150 Jahre Mode. Vom Rokoko zum Jugendstil im Kunstgewerbemuseum in Köln gezeigt, für die sie zusätzlich einen umfangreichen Katalog verfasste.
Nach der Machtergreifung der Nationalsozialisten wurde Elisabeth Moses im März 1933 noch vor der Inkrafttretung des Gesetzes zur Wiederherstellung des Berufsbeamtentums aus dem Dienst entlassen. 1934 flüchtete sie nach Italien und emigrierte im gleichen Jahr in die Vereinigten Staaten.
In San Francisco erhielt Elizabeth Moses im Herbst 1934 eine Anstellung als Kuratorin für Kunsthandwerk am De Young Museum unter der Leitung von Walter Heil. Wie bereits in Köln, konzipierte sie auch in Amerika die kunstgewerbliche Abteilung des Museums neu und kuratierte zahlreiche Sonderausstellungen, unter anderem Design in '49 (1949), die Contemporary Handweavers Exhibition (1950, 1955) oder Designer Craftsmen of the West (1957). Seit 1947 veranstaltete sie im Museum regelmäßig Sonderschauen mit zeitgenössischer Keramik. Am De Young Museum beschäftigte sie sich ab Ende der 1930er Jahre verstärkt mit der Kunstgeschichte von Tapisserien.
Elizabeth Moses starb am 21. Dezember 1957 in San Francisco nach langer Krankheit.

## Ehrung

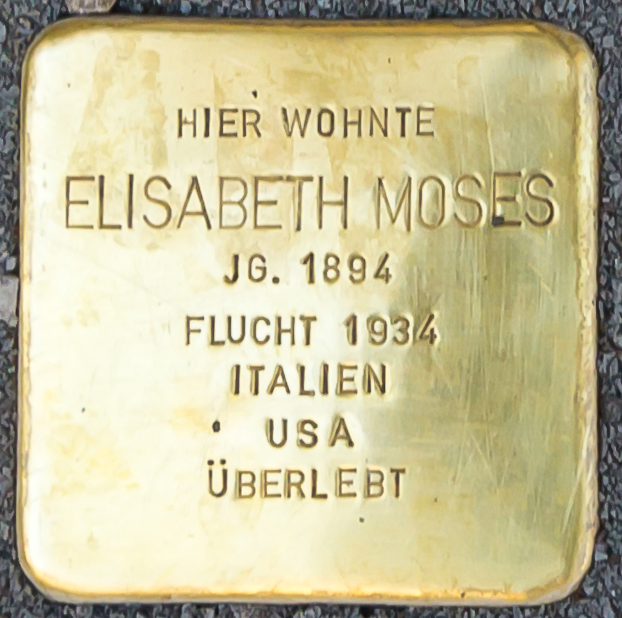
Stolperstein für Elisabeth Moses, Elisenstraße 3

In Andenken an die Leistungen von Elizabeth Moses wird regelmäßig zur Förderung junger Keramikerinnen und Keramiker der Elizabeth Moses Award verliehen.
Am 21. März 2013 wurde vor dem ehemaligen Wohnhaus der Familie Moses in der Elisenstraße 3 auf Initiative des Kölnischen Stadtmuseums für Elisabeth Moses und ihre Eltern Sally (Salli) und Lucie (Luise) sowie für ihren Bruder, den Arzt Paul Moses durch den Künstler Gunter Demnig vier Stolpersteine verlegt.

### Kontroverse um die Benennung der Elisabeth-Moses-Straße in Köln
Am 13. März 2017 entschied der Rat der Stadt Köln eine Neubaustraße im Kölner Stadtteil Dellbrück zu Ehren von Elisabeth Moses nach ihr zu benennen. Nach mehreren Bürgeranträgen, vorgebracht durch den Bürgerverein Köln-Dellbrück und den Heimatverein Köln-Dellbrück wurde die Entscheidung durch die Stadt Köln im Januar 2018 revidiert und die Elisabeth-Moses-Straße in Seels Klosterhöfchen umbenannt.
2021 wurde schließlich im Kölner Stadtteil Elsdorf eine Planstraße in Elisabeth-Moses-Weg benannt.